# Ruta Lee

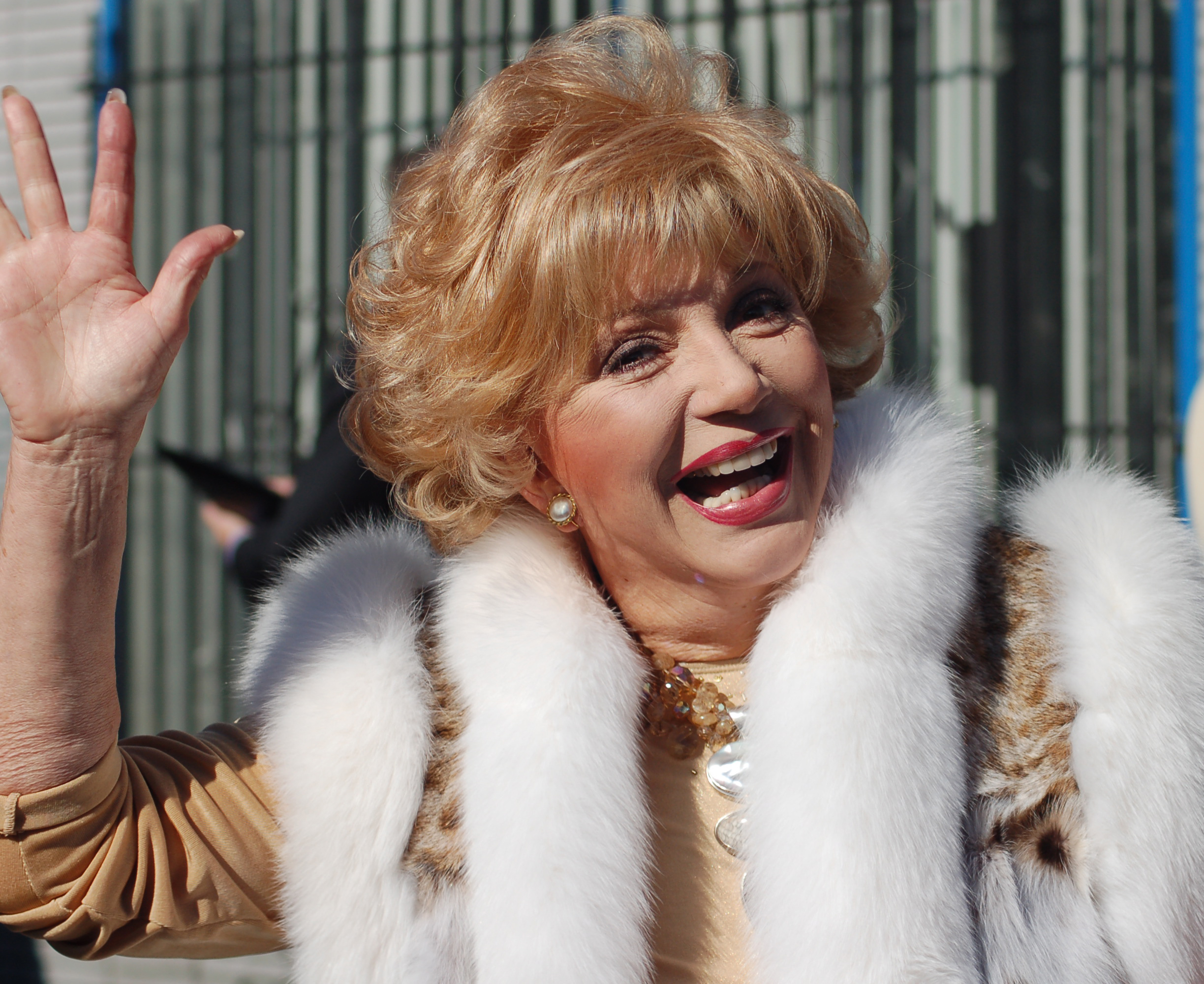
Ruta Lee (2009)

Ruta Lee (* 30. Mai 1935 in Montreal, Québec) ist eine kanadische Schauspielerin.

## Leben

### Frühe Jahre und Karriere als Schauspielerin
Ruta Mary Kilmonis wurde als Kind von zwei litauischen Einwanderern in Montreal geboren. Ihr Vater arbeitete als Schneider, ihre Mutter war Hausfrau. Im Jahr 1948 zog die Familie nach Los Angeles, wo sie 1954 die North Hollywood High School abschloss. Danach begann sie auf dem Los Angeles City College und an der University of California in Los Angeles Schauspiel zu studieren. Sie trat in diversen Theaterstücken auf, ihren Lebensunterhalt verdiente sie sich aber als Kassiererin, Platzanweiserin und Süßigkeitenverkäuferin im Grauman’s Chinese Theatre.
Wenig später ergatterte sie eine Rolle im Oscar-nominierten Film Eine Braut für sieben Brüder (1954) und wurde von Warner Bros. unter Vertrag genommen. Nun trat sie in einigen Filmen in Nebenrollen, wie in Ein süßer Fratz (1957), Zeugin der Anklage (1957) und Die siegreichen Drei (1962) auf, vor allem aber war sie in Episodenrollen in Fernsehserien von Warner Bros. zu sehen. Hierbei spielte sie neben Stars wie Roger Moore, Clint Eastwood, David Janssen und James Garner.
Auch in den 1970er Jahren bildeten Episodenrollen den größten Anteil in Ruta Lees Werk, was sie zusehend frustrierte. Daher nahm sie ein Angebot als Co-Moderatorin in der täglichen Spielshow High Rollers an, welches sie bis 1976 ausfüllte.
Ende der 1980er Jahre nahmen ihre Auftritte wieder zu, so spielte sie in der Fernsehserie Coming of Age erstmals eine Hauptrolle, allerdings wurde die Serie nach 15 Folgen wieder eingestellt. Im Folgejahr war sie im Fernsehfilm Süßer Vogel Jugend neben Elizabeth Taylor zu sehen. Im selben Jahr übernahm sie auch eine Sprechrolle im Zeichentrickfilm Scooby-Doo und die Geisterschule.
In den 1990er Jahren hatte sie eine wiederkehrende Rolle in der Fernsehserie Roseanne. Seit 2000 bildeten Fernsehfilme ihren Tätigkeitsschwerpunkt. In der Direct-to-DVD-Produktion A Christmas Too Many (2007) spielte sie eine Hauptrolle neben Mickey Rooney.

### Privatleben
1976 heiratete sie den texanischen Restaurantbesitzer Webster B. „Webb“ Lowe junior. Ruta Lee hat keine Kinder. Im Jahr 1964 rief sie den damaligen sowjetischen Regierungschef Nikita Chruschtschow an und bat ihn, ihre Großmutter Ludvise Kamandulis zu begnadigen, die sich seit dem Zweiten Weltkrieg im sibirischen Konzentrationslager befand. Ihre Großmutter wurde begnadigt und lebte von 1966 bis zu ihrem Tod zwei Jahre später bei Ruta Lee in Kalifornien.

### Soziales Engagement
Ruta Lee engagiert sich für The Thalians, eine wohltätige Organisation, die für benachteiligte Jugendliche und geistige Gesundheit eintritt.

## Auszeichnungen
Im Jahr 2006 bekam sie einen Stern auf dem Hollywood Walk of Fame für ihre Fernsehkarriere. Der Stern befindet sich vor dem Grauman’s Chinese Theatre, bei dem sie früher gearbeitet hatte.

## Filmografie (Auswahl)

### Filme
- 1954: Eine Braut für sieben Brüder (Seven Brides for Seven Brothers)
- 1957: Ein süßer Fratz (Funny Face)
- 1957: Zeugin der Anklage (Witness for the Prosecution)
- 1958: Die Liebe der Marjorie Morningstar (Marjorie Morningstar)
- 1961: Jagd auf Eichmann (Operation Eichmann)
- 1962: Die siegreichen Drei (Sergeants 3)
- 1963: Stadt ohne Sheriff (The Gun Hawk)
- 1964: Die letzte Kugel trifft (Bullet for a Badman)
- 1972: Hydra verschollen in Galaxis 4 (Doomsday Machine)
- 1983: Immer auf die Kleinen (Smorgasbord, Stimme)
- 1989: Scooby-Doo und die Geisterschule (Stimme)
- 1989: Süßer Vogel Jugend (Sweet Bird of Youth)
- 1995: Funny Bones – Tödliche Scherze (Funny Bones)
- 1997: Hilfe, meine Frau ist ein Saurier! (Pterodactyl Woman from Beverly Hills)

### Fernsehserien
- 1955–1956: Alfred Hitchcock Presents (Zwei Folgen)
- 1957–1959: Maverick (Drei Folgen)
- 1958–1964: 77 Sunset Strip (Fünf Folgen)
- 1958–1960: Dezernat M (M Squad, drei Folgen)
- 1958–1962: Rauchende Colts (Gunsmoke, zwei Folgen)
- 1959–1960: Gold in Alaska (The Alaskans, zwei Folgen)
- 1960–1961: Hawaiian Eye (Drei Folgen)
- 1962–1963: Tausend Meilen Staub (Rawhide, zwei Folgen)
- 1965–1967: Verrückter wilder Westen (Wild Wild West, zwei Folgen)
- 1967–1971: Ein Käfig voller Helden (Hogan’s Heroes, drei Folgen)
- 1979–1982: Herzbube mit zwei Damen (Three’s Company, zwei Folgen)
- 1984–1985: California Bulls (1st & Ten, vier Folgen)
- 1988–1989: Coming of Age (15 Folgen)
- 1989: Jake und McCabe (Jake and McCabe, eine Folge)
- 1990: Mord ist ihr Hobby (Murder, She Wrote, eine Folge)
- 1997: Roseanne (Zwei Folgen)
- 2012: Zeit der Sehnsucht (Days of Our Lives, eine Folge)